# 阿伯丁 (印第安納州波特縣)
阿伯丁（英語：Aberdeen）是位於美國印地安納州波特縣的一個人口普查指定地區。

## 人口
根據2010年美國人口普查的數據，阿伯丁的面積為3.30平方千米，當中陸地面積為3.30平方千米，而水域面積為0.00平方千米。當地共有人口1875人，而人口密度為每平方千米568.18人。